# Frank Wilczek
Frank Wilczek (New York, 15 mei 1951) is een Amerikaans natuurkundige die in 2004 de Nobelprijs voor Natuurkunde kreeg samen met David Gross en David Politzer "voor hun ontdekking van asymptotische vrijheid in de theorie van de sterke wisselwerking."

## Biografie
Wilczek, zoon van de Poolse vader Franciszek Wilczek en Italiaanse moeder Maria Cona Wilczek, genoot zijn basisopleiding in Queens, waar hij de Martin Van Buren High School bezocht. Hij ontving zijn Bachelor of Science in de wiskunde in 1970 aan de universiteit van Chicago en een Master of Arts in de wiskunde in 1972 aan de Princeton-universiteit alwaar hij in 1974 promoveerde in de natuurkunde.
Van 1974 tot 1981 en van 1989 tot 2000 was hij hoogleraar aan de Princeton-universiteit, kort onderbroken voor een onderzoekspositie in 1976/77 bij het Institute for Advanced Study. Van 1986 tot 1988 was Witczek hoogleraar aan de Universiteit van Californië - Santa Barbara en lid van het Kavli Institute for Theoretical Physics. Sinds 2000 is hij Herman Feshbach-professor voor de fysica aan het Massachusetts Institute of Technology.
In 1973, gedurende de tijd dat hij promovendus was aan Princeton, ontdekte hij samen met David Gross de asymptotische vrijheid. De sterke wisselwerking (of kleurlading) tussen quarks wordt zwakker naarmate ze dichter bij elkaar komen. Wanneer twee quarks elkaar extreem naderen is de wisselwerking zó zwak dat ze zich als vrije deeltjes gedragen. Deze theorie, die onafhankelijk ook door David Politzer werd ontdekt, was een belangrijke stap voor de ontwikkeling van de kwantumchromodynamica (QCD).
In 1994 werd hij onderscheiden met de Diracmedaille, in 2002 de Lorentzmedaille en in 2003 met de Julius-Edgar-Liliebfeldprijs van de American Physical Society. Van 2001 tot 2012 was hij hoofdredacteur van het wetenschappelijke tijdschrift Annals of Physics en daarnaast draagt hij veelvuldig artikelen bij aan Physics Today en Nature.